# Часуйма

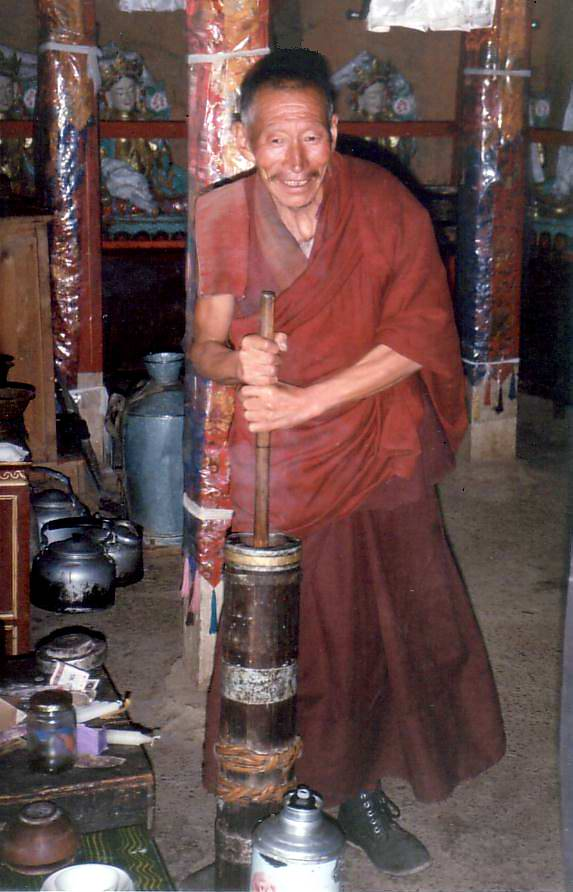
Тибетский монах сбивает чай с маслом

Часуйма (тиб. ཇ་སྲུབ་མ་ — сбитый чай, или тибетский чай — тиб. བོད་ཇ་) — напиток, популярный среди тибетцев и некоторых других народов юго-западного Китая, а также в Бутане и Ладакхе. В его состав входит чай, молоко, масло яка и соль.

## История
Чай был завезён в Тибет около 620 года, но приобрёл популярность среди всех слоёв населения только во времена господства школы Сакья (приблизительно в XIII веке).
Со времени правления Далай-лам на чай была введена государственная монополия, которая действовала до начала XIX века.

## Способ приготовления
Тибетский чай изготавливается из китайского прессованного пуэра.
Этот напиток является важной частью повседневного рациона тибетцев. Каждый житель Тибета выпивает в среднем 5-6 чашек в день. Чайные листья варятся в молоке яка на протяжении нескольких часов, затем напиток наливается в донмо (тиб. མདོང་མོ་), специальную небольшую маслобойку для чая вместе с топлёным маслом яка и солью, после чего сбивается до однородной густой консистенции. Иногда немного концентрата чая оставляют и добавляют при следующем заваривании.

## Этикет

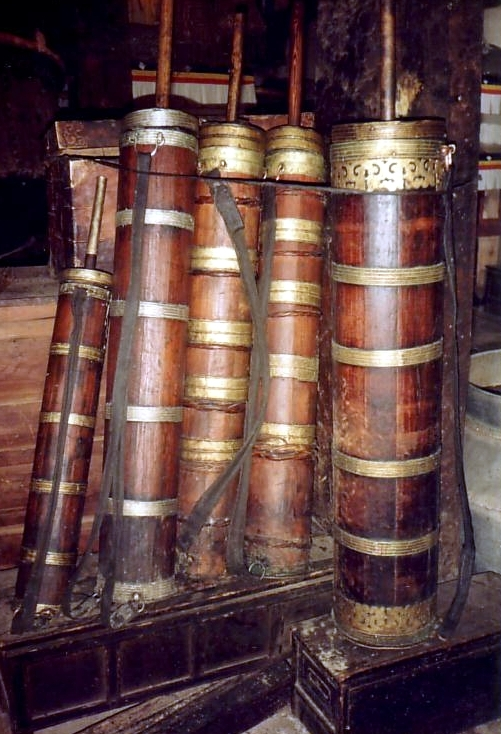
Маслобойки (донмо), монастырь Сэра, Тибет

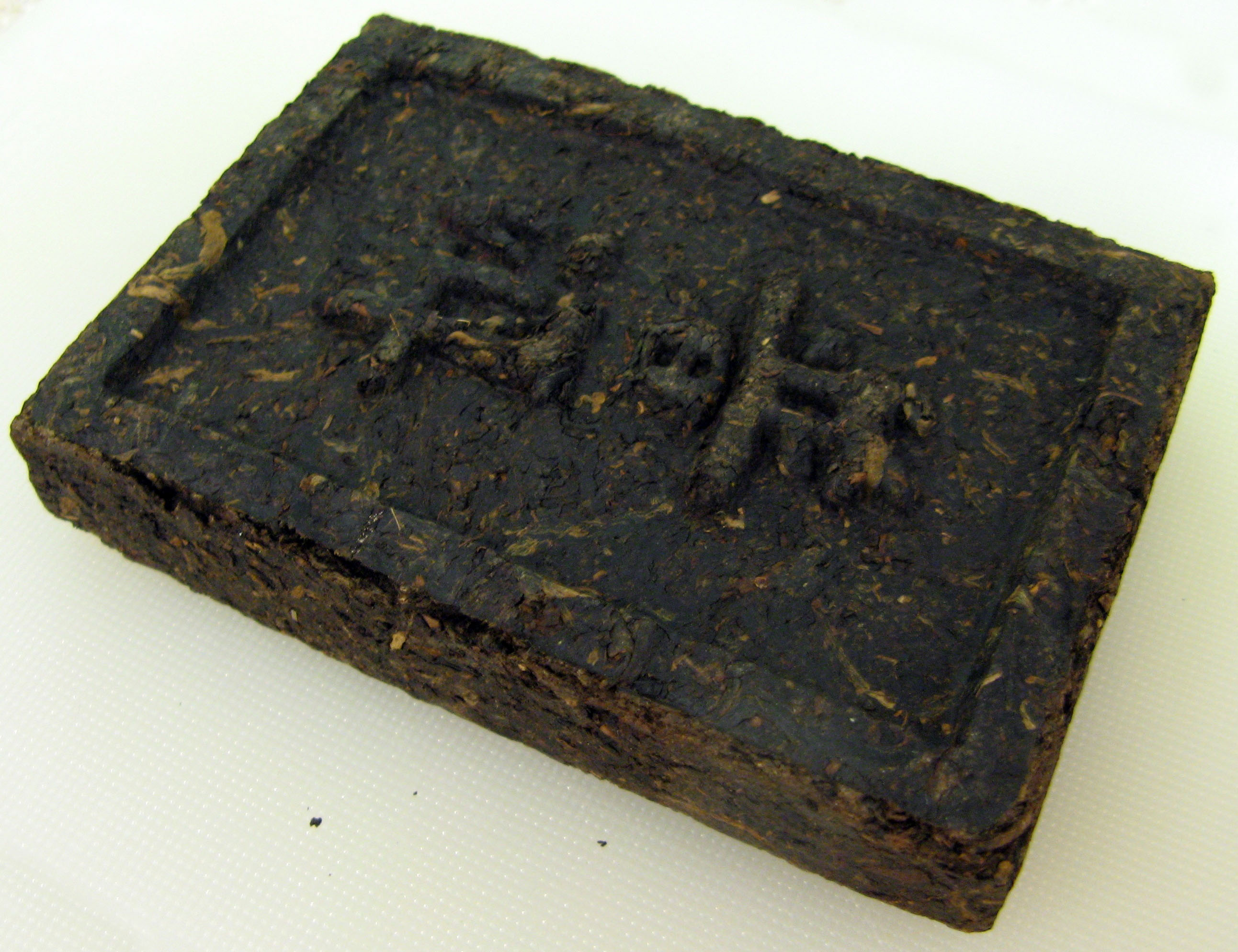
Чайный блок из пуэра с лепными китайскими иероглифами

Согласно этикету, чай пьётся небольшими глотками, причём после каждого хозяин снова наливает чашку гостя доверху. Следует выпить не менее двух чашек. Если вы больше не хотите чаю, наилучший вариант — оставить чашку полной и выпить её непосредственно перед уходом.

## Влияние на организм
Часуйма является высококалорийным напитком, очень полезным в высокогорных условиях Тибета.

## Другие способы применения
Тибетский чай не только употребляют отдельно, но и добавляют в цампу, основную пищу тибетцев.